# Považský Chlmec

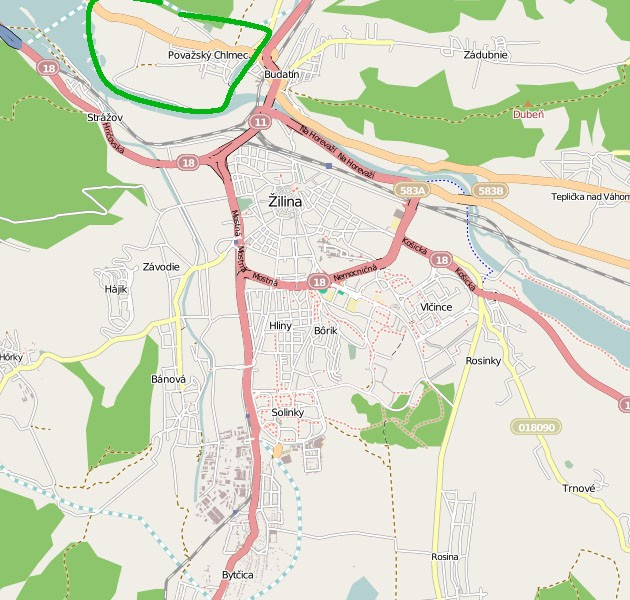
Městská část Žilina-Považský Chlmec vyznačena na mapě města

Považský Chlmec je městská část Žiliny.

## Poloha
Leží na pravém břehu řeky Kysuca, před jejím vyústěním do Váhu. Z jižní strany přes řeku Váh sousedí se Žilinou a městskou částí Strážov, z východní strany ho odděluje řeka Kysuca od městské části Budatín a na severu sousedí s městskou částí Vranie. Na západě sousedí s obcí Divinka. Nachází se v zúženém prostoru mezi výběžky Javorníků a osamoceně vystupujícím vrchem Chlmce (tzv. Kysucká brána). Z východní strany protéká řeka Kysuca, od které je městská část chráněna ochrannou hrází, ta ji zároveň chrání i před vysokou hladinou řeky Váh. Vah protéká až za vrchem Chlmce, kde vtéká do vodní nádrže Hričov, která ohraničuje městskou část ze západní strany.

## Dějiny
Považský Chlmec se vzpomíná v letech 1438 jako Hlumecz a 1504 jako Chumecz. V letech 1927–1948 se jmenoval Chlmec nad Váhom. Patřil blízkému panství Budatín. Obyvatelé se zabývali zejména rybářstvím. Ve znaku měl dvě v protisměru nad sebou postavené ryby, umístěné nad symbolicky znázorněnou tekoucí vodou. V roce 1784 měl 449 a roku 1980 již 1 454 obyvatel. V poloze Zábřehu se v hloubce 6 metrů našel mamutí kel a zjistilo se osídlení od mladší doby kamenné až po slovanské období. K Žilině byl přičleněn v roce 1970.

## Zástavba
Obec byla původně postavena v blízkosti Budatínskeho zámku, na druhé straně řeky Kysuce. Výstavba byla dlouho soustředěna v zúženém prostoru mezi výběžky Javorníků a vrchem Chlmce. Ve staré části jsou ještě i dnes dlouhé úzké uličky se souvislou řadovou zástavbou a úzkými dvory. Výstavba pokračovala i v kopcovitém terénu nad obcí a podél řeky Kysuca. Ve druhé polovině 20. století začala výstavba postupovat i západním směrem. Mezi starou a novou částí byl postaven kulturní dům, před kterým se vytvořilo parkové náměstí. Na jeho okraji při cestě jsou dvě malé kaple. Je zde postaven kulturní dům, kaple, mateřská škola, Střední škola požární ochrany a čerpací stanice pohonných hmot. Základní škola byla zrušena pro nedostatek dětí. Jako bývalá samostatná obec má vlastní hřbitov.
Považský Chlmec byl svou polohou předurčen na individuální a komplexní bytovou výstavbu. Výhodou byla blízkost centra města, řek Kysuca a Váh, otevřený prostor k vodní hladině Hričovské přehrady, chráněný od severu pohořím Javorníků a samostatně stojícím protáhlým vrchem Chlmce. V druhé polovině minulého století však v západní části na okraji Hričovské přehrady byla postavena ústřední skládka odpadů, a tím znehodnotili tento cenný urbanistický prostor.

## Doprava
Přes Považský Chlmec vedla z Trenčína po pravém břehu Váhu prastará cesta, spojující uherské království se Slezském a Polskem. Tato důležitá cesta prochází i dnes přes Považský Chlmec po pravém břehu Váhu směrem do Bytče. Po její pravé straně se za obytnou zónou začali v minulém století budovat průmyslové podniky. V západní části u Vodní nádrže Hričov společnost T + T, a. s. provozuje ústřední skládku odpadů.
Povážským Chlmcem prochází silnice II/507, která se na levém břehu Kysuce napojuje na silnici I/11.
Dálnice D3 z Hričovského Podhradí pokračuje přes vodní nádrž Hričov do Považského Chlmce. Vede tunelem s názvem Považský Chlmec, dlouhým 2 218 metrů, směrem do Čadce.